# Improvisación libre
La improvisación libre es música improvisada sin reglas previas establecidas, secuencias de acordes o melodías previamente acordadas. El término es en alguna forma paradójico en tanto puede ser considerado como una técnica (empleada por cualquier músico que quiere olvidarse de géneros rígidos y formas) y como género reconocible en sí mismo. Según Jaques-Dalcroze (1921), “la Improvisación es el estudio de las relaciones directas entre los impulsos ordenados por el cerebro y su ejecución por medio de los músculos, en orden a expresar nuestros propios sentimientos musicales”, por lo tanto este tipo de música suele tener estas características, aunque, al ser este tipo de música, no existen reglas que la definan en conciso. Debido a la tanta diversidad y complejidad con la que está conformada esta corriente musical, no es fácil delimitarla, por lo que el músico y guitarrista inglés Derek Bailey dijo que este tipo de manifestación musical es "efímera, fugaz, existe sólo mientras se practica", en donde podemos entender que la música de improvisación libre es un tipo de manifestación artística ocurrente, que surge en el momento en el que el o los músicos están reunidos frente al público, trabajando a partir del sonido, en el cual "la toma de decisiones, las estrategias, los posicionamientos y la negociación en el seno de un grupo de improvisadores se produce en el aquí y ahora, aprovechando al máximo sus habilidades y capacidades heurísticas y siempre a partir del sonido".
A pesar de que el concepto de improvisación libre sea un término relativamente nuevo para hacer referencia a este tipo de música, la improvisación musical ha existido desde épocas antiguas, teniendo referencias desde la Edad Media, en donde, en los tratados Musica enchiriadis y Scolica enchiriadis (de c. 900),  al ser la notación musical aún bastante imprecisa, y al utilizarse nuevas técnicas de composición (como las obras polifónicas, entre otras técnicas), los cantantes improvisaban una línea melódica sobre los cantos gregorianos.
La improvisación libre, como estilo de música, se desarrolló en Europa y EE. UU. en la mitad y fines de la década de 1960 en respuesta o inspirado por el movimiento del free jazz así como por la música clásica contemporánea. Entre los artistas más reconocidos dentro de este estilo están los saxofonistas Evan Parker y Peter Brötzmann, el guitarrista Derek Bailey, y el grupo improvisacional británico AMM, entre otros grandes influyentes y practicantes de esta manifestación artística. 
A pesar de las distintas controversias que se han suscitado con respecto al tema de si la improvisación es o no una manera de componer, en buena manera se puede decir que lo es, ya que en los lugares en los cuales no hay notación musical, y dentro de la misma manifestación de hacer música libre, se produce una manera espontánea de música, que se conforma a través de los sonidos.